# Peloscolex gabriellae
Peloscolex gabriellae är en ringmaskart som beskrevs av Ernst Marcus 1950. Peloscolex gabriellae ingår i släktet Peloscolex och familjen glattmaskar. Inga underarter finns listade i Catalogue of Life.